# أولاد رحمون (الجزائر)
بلدية أولاد رحمون هي إحدى بلديات ولاية قسنطينة وتقع في جنوب الولاية يحدها من الشمال الشرقي بلدية ابن باديس، ومن الشرق بلدية عين عبيد، ومن الجنوب بلدية سيقوس، ومن الغرب بلديات وادي سقان وأولاد حملة وعين مليلة . تبلغ مساحة البلدية 209 كلم². ويبلغ عدد سكانها حوالي 34 ألف نسمة .
تحتوي على مقبرة ميغاليتية على المنحدرات الجنوبية الغربية لجبل «مزالة» على بعد 2 كلم شمال قرية بونوارة. و فيها اربع مقاطاعات أولاد رحمون مركز و القراح و بونوارة و أولاد رحمون محطة
1. ↑  GeoNames (بالإنجليزية), 2005, QID:Q830106
2. ↑  "معلومات عن أولاد رحمون (الجزائر) على موقع geonames.org". geonames.org. مؤرشف من الأصل في 2020-11-06.